# Linda Vista, San Pablo Tijaltepec
Linda Vista är en ort i Mexiko.   Den ligger i kommunen San Pablo Tijaltepec och delstaten Oaxaca, i den sydöstra delen av landet, 300 km sydost om huvudstaden Mexico City. Linda Vista ligger 1 467 meter över havet och antalet invånare är 180.
Terrängen runt Linda Vista är kuperad åt nordost, men åt sydväst är den bergig. Runt Linda Vista är det glesbefolkat, med 14 invånare per kvadratkilometer. Närmaste större samhälle är Villa Chalcatongo de Hidalgo, 15,1 km nordväst om Linda Vista. I omgivningarna runt Linda Vista växer huvudsakligen savannskog.